# 佩尔菲特
佩尔菲特（法語：Perrefitte，法語發音：[pɛʁfit]；德语旧名：Beffert、Pfeffert）是瑞士伯恩州的一个市镇，位於該國中西部，面積8.57平方公里，海拔高度600米，2011年人口464，四成人口信奉基督教，人口密度每平方公里54人。

## 外部連結
- official Site of the tourist bureau of the Bernese Jura （页面存档备份，存于）
- official Site of the economic promotion of the Canton of Bern （页面存档备份，存于）
- official Site of the economic room of the Bernese Jura （页面存档备份，存于）
- Research center and documentation of the Bernese Jura （页面存档备份，存于）